# Llista d'asteroides/189301-189400
| Nom      | Designació provisional | Data de descobriment   | Lloc de descobriment | Descobridor/s       |
| -------- | ---------------------- | ---------------------- | -------------------- | ------------------- |
| 189301 - | 2005 WA44              | 21 de novembre de 2005 | Catalina             | CSS                 |
| 189302 - | 2005 WW81              | 28 de novembre de 2005 | Socorro              | LINEAR              |
| 189303 - | 2005 WV90              | 28 de novembre de 2005 | Socorro              | LINEAR              |
| 189304 - | 2005 WN115             | 29 de novembre de 2005 | Mount Lemmon         | Mount Lemmon Survey |
| 189305 - | 2005 WT190             | 21 de novembre de 2005 | Anderson Mesa        | LONEOS              |
| 189306 - | 2005 XO29              | 6 de desembre de 2005  | Catalina             | CSS                 |
| 189307 - | 2005 YW130             | 25 de desembre de 2005 | Mount Lemmon         | Mount Lemmon Survey |
| 189308 - | 2005 YB185             | 27 de desembre de 2005 | Kitt Peak            | Spacewatch          |
| 189309 - | 2005 YJ213             | 29 de desembre de 2005 | Socorro              | LINEAR              |
| 189310 - | 2006 AJ82              | 3 de gener de 2006     | Mérida               | Mérida              |
| 189311 - | 2006 BL126             | 26 de gener de 2006    | Kitt Peak            | Spacewatch          |
| 189312 - | 2006 JN62              | 1 de maig de 2006      | Kitt Peak            | M. W. Buie          |
| 189313 - | 2006 SA73              | 19 de setembre de 2006 | Kitt Peak            | Spacewatch          |
| 189314 - | 2006 TK23              | 11 d'octubre de 2006   | Kitt Peak            | Spacewatch          |
| 189315 - | 2006 UV11              | 17 d'octubre de 2006   | Mount Lemmon         | Mount Lemmon Survey |
| 189316 - | 2006 UQ336             | 21 d'octubre de 2006   | Mount Lemmon         | Mount Lemmon Survey |
| 189317 - | 2006 WE88              | 18 de novembre de 2006 | Mount Lemmon         | Mount Lemmon Survey |
| 189318 - | 2006 WM201             | 22 de novembre de 2006 | Mount Lemmon         | Mount Lemmon Survey |
| 189319 - | 2006 XH71              | 13 de desembre de 2006 | Kitt Peak            | Spacewatch          |
| 189320 - | 2006 YC14              | 22 de desembre de 2006 | Piszkéstető          | K. Sárneczky        |
| 189321 - | 2006 YW47              | 24 de desembre de 2006 | Catalina             | CSS                 |
| 189322 - | 2007 AL1               | 8 de gener de 2007     | Mount Lemmon         | Mount Lemmon Survey |
| 189323 - | 2007 AO14              | 9 de gener de 2007     | Mount Lemmon         | Mount Lemmon Survey |
| 189324 - | 2007 AN28              | 9 de gener de 2007     | Kitt Peak            | Spacewatch          |
| 189325 - | 2007 AA29              | 10 de gener de 2007    | Kitt Peak            | Spacewatch          |
| 189326 - | 2007 BN1               | 16 de gener de 2007    | Catalina             | CSS                 |
| 189327 - | 2007 BP68              | 27 de gener de 2007    | Mount Lemmon         | Mount Lemmon Survey |
| 189328 - | 2007 CW53              | 15 de febrer de 2007   | Palomar              | NEAT                |
| 189329 - | 2007 DU46              | 21 de febrer de 2007   | Socorro              | LINEAR              |
| 189330 - | 2007 DS56              | 21 de febrer de 2007   | Mount Lemmon         | Mount Lemmon Survey |
| 189331 - | 2007 DR77              | 22 de febrer de 2007   | Socorro              | LINEAR              |
| 189332 - | 2007 EW39              | 10 de març de 2007     | Mount Lemmon         | Mount Lemmon Survey |
| 189333 - | 2007 EJ79              | 10 de març de 2007     | Kitt Peak            | Spacewatch          |
| 189334 - | 2007 GM56              | 15 d'abril de 2007     | Kitt Peak            | Spacewatch          |
| 189335 - | 2007 HS61              | 22 d'abril de 2007     | Catalina             | CSS                 |
| 189336 - | 2007 TF426             | 9 d'octubre de 2007    | Kitt Peak            | Spacewatch          |
| 189337 - | 2007 TM426             | 9 d'octubre de 2007    | Mount Lemmon         | Mount Lemmon Survey |
| 189338 - | 2007 VZ26              | 2 de novembre de 2007  | Mount Lemmon         | Mount Lemmon Survey |
| 189339 - | 2007 VK85              | 2 de novembre de 2007  | Socorro              | LINEAR              |
| 189340 - | 2007 VD265             | 13 de novembre de 2007 | Kitt Peak            | Spacewatch          |
| 189341 - | 2007 VJ309             | 12 de novembre de 2007 | Catalina             | CSS                 |
| 189342 - | 2007 VY310             | 8 de novembre de 2007  | Mount Lemmon         | Mount Lemmon Survey |
| 189343 - | 2007 WW57              | 18 de novembre de 2007 | Kitt Peak            | Spacewatch          |
| 189344 - | 2007 XO53              | 14 de desembre de 2007 | Mount Lemmon         | Mount Lemmon Survey |
| 189345 - | 2007 YG64              | 31 de desembre de 2007 | Mount Lemmon         | Mount Lemmon Survey |
| 189346 - | 2008 AP114             | 10 de gener de 2008    | Kitt Peak            | Spacewatch          |
| 189347 - | 2008 BQ15              | 28 de gener de 2008    | Lulin Observatory    | LUSS                |
| 189348 - | 2008 BR43              | 30 de gener de 2008    | Catalina             | CSS                 |
| 189349 - | 2008 CX191             | 2 de febrer de 2008    | Kitt Peak            | Spacewatch          |
| 189350 - | 2008 CJ194             | 10 de febrer de 2008   | Mount Lemmon         | Mount Lemmon Survey |
| 189351 - | 2008 CX194             | 13 de febrer de 2008   | Mount Lemmon         | Mount Lemmon Survey |
| 189352 - | 2008 CS196             | 7 de febrer de 2008    | Mount Lemmon         | Mount Lemmon Survey |
| 189353 - | 2008 CG198             | 11 de febrer de 2008   | Mount Lemmon         | Mount Lemmon Survey |
| 189354 - | 2008 DL11              | 26 de febrer de 2008   | Kitt Peak            | Spacewatch          |
| 189355 - | 2008 DS14              | 26 de febrer de 2008   | Mount Lemmon         | Mount Lemmon Survey |
| 189356 - | 2008 DF16              | 27 de febrer de 2008   | Catalina             | CSS                 |
| 189357 - | 2008 DF38              | 27 de febrer de 2008   | Kitt Peak            | Spacewatch          |
| 189358 - | 2008 DX38              | 27 de febrer de 2008   | Mount Lemmon         | Mount Lemmon Survey |
| 189359 - | 2008 DB39              | 27 de febrer de 2008   | Mount Lemmon         | Mount Lemmon Survey |
| 189360 - | 2008 DQ39              | 27 de febrer de 2008   | Mount Lemmon         | Mount Lemmon Survey |
| 189361 - | 2008 DP81              | 27 de febrer de 2008   | Mount Lemmon         | Mount Lemmon Survey |
| 189362 - | 2008 DC83              | 28 de febrer de 2008   | Mount Lemmon         | Mount Lemmon Survey |
| 189363 - | 2008 EV35              | 3 de març de 2008      | Kitt Peak            | Spacewatch          |
| 189364 - | 2008 EM112             | 8 de març de 2008      | Kitt Peak            | Spacewatch          |
| 189365 - | 2008 EL147             | 1 de març de 2008      | Kitt Peak            | Spacewatch          |
| 189366 - | 2008 EU147             | 1 de març de 2008      | Kitt Peak            | Spacewatch          |
| 189367 - | 2008 EG149             | 4 de març de 2008      | Kitt Peak            | Spacewatch          |
| 189368 - | 2008 ER149             | 5 de març de 2008      | Kitt Peak            | Spacewatch          |
| 189369 - | 2008 EO150             | 10 de març de 2008     | Siding Spring        | SSS                 |
| 189370 - | 2008 EG151             | 13 de març de 2008     | Catalina             | CSS                 |
| 189371 - | 2008 EU152             | 11 de març de 2008     | Kitt Peak            | Spacewatch          |
| 189372 - | 2008 ES153             | 13 de març de 2008     | Catalina             | CSS                 |
| 189373 - | 2008 FG26              | 27 de març de 2008     | Mount Lemmon         | Mount Lemmon Survey |
| 189374 - | 2008 FQ69              | 28 de març de 2008     | Mount Lemmon         | Mount Lemmon Survey |
| 189375 - | 2008 FD70              | 28 de març de 2008     | Kitt Peak            | Spacewatch          |
| 189376 - | 2008 FS78              | 27 de març de 2008     | Mount Lemmon         | Mount Lemmon Survey |
| 189377 - | 2008 FU78              | 27 de març de 2008     | Mount Lemmon         | Mount Lemmon Survey |
| 189378 - | 2008 FL102             | 30 de març de 2008     | Kitt Peak            | Spacewatch          |
| 189379 - | 2008 FP103             | 30 de març de 2008     | Kitt Peak            | Spacewatch          |
| 189380 - | 2008 FF123             | 28 de març de 2008     | Mount Lemmon         | Mount Lemmon Survey |
| 189381 - | 2008 FJ126             | 28 de març de 2008     | Mount Lemmon         | Mount Lemmon Survey |
| 189382 - | 2008 GF25              | 1 d'abril de 2008      | Mount Lemmon         | Mount Lemmon Survey |
| 189383 - | 2008 GE27              | 3 d'abril de 2008      | Kitt Peak            | Spacewatch          |
| 189384 - | 2008 GN38              | 3 d'abril de 2008      | Mount Lemmon         | Mount Lemmon Survey |
| 189385 - | 2008 GF39              | 3 d'abril de 2008      | Kitt Peak            | Spacewatch          |
| 189386 - | 2008 GX49              | 5 d'abril de 2008      | Kitt Peak            | Spacewatch          |
| 189387 - | 2008 GL83              | 8 d'abril de 2008      | Kitt Peak            | Spacewatch          |
| 189388 - | 2008 GY96              | 8 d'abril de 2008      | Kitt Peak            | Spacewatch          |
| 189389 - | 2008 GN109             | 13 d'abril de 2008     | Mount Lemmon         | Mount Lemmon Survey |
| 189390 - | 2008 GQ124             | 14 d'abril de 2008     | Mount Lemmon         | Mount Lemmon Survey |
| 189391 - | 2008 HQ12              | 24 d'abril de 2008     | Kitt Peak            | Spacewatch          |
| 189392 - | 2008 HD39              | 26 d'abril de 2008     | Mount Lemmon         | Mount Lemmon Survey |
| 189393 - | 2008 HP39              | 26 d'abril de 2008     | Mount Lemmon         | Mount Lemmon Survey |
| 189394 - | 2008 HU44              | 28 d'abril de 2008     | Kitt Peak            | Spacewatch          |
| 189395 - | 2008 HL57              | 30 d'abril de 2008     | Kitt Peak            | Spacewatch          |
| 189396 - | 2008 JB6               | 2 de maig de 2008      | Moletai              | MAO                 |
| 189397 - | 2008 JM18              | 4 de maig de 2008      | Kitt Peak            | Spacewatch          |
| 189398 - | 2008 JG20              | 7 de maig de 2008      | Taunus               | Taunus              |
| 189399 - | 2008 JV21              | 5 de maig de 2008      | Mount Lemmon         | Mount Lemmon Survey |
| 189400 - | 2008 JY34              | 7 de maig de 2008      | Siding Spring        | SSS                 |